# Белая колпица

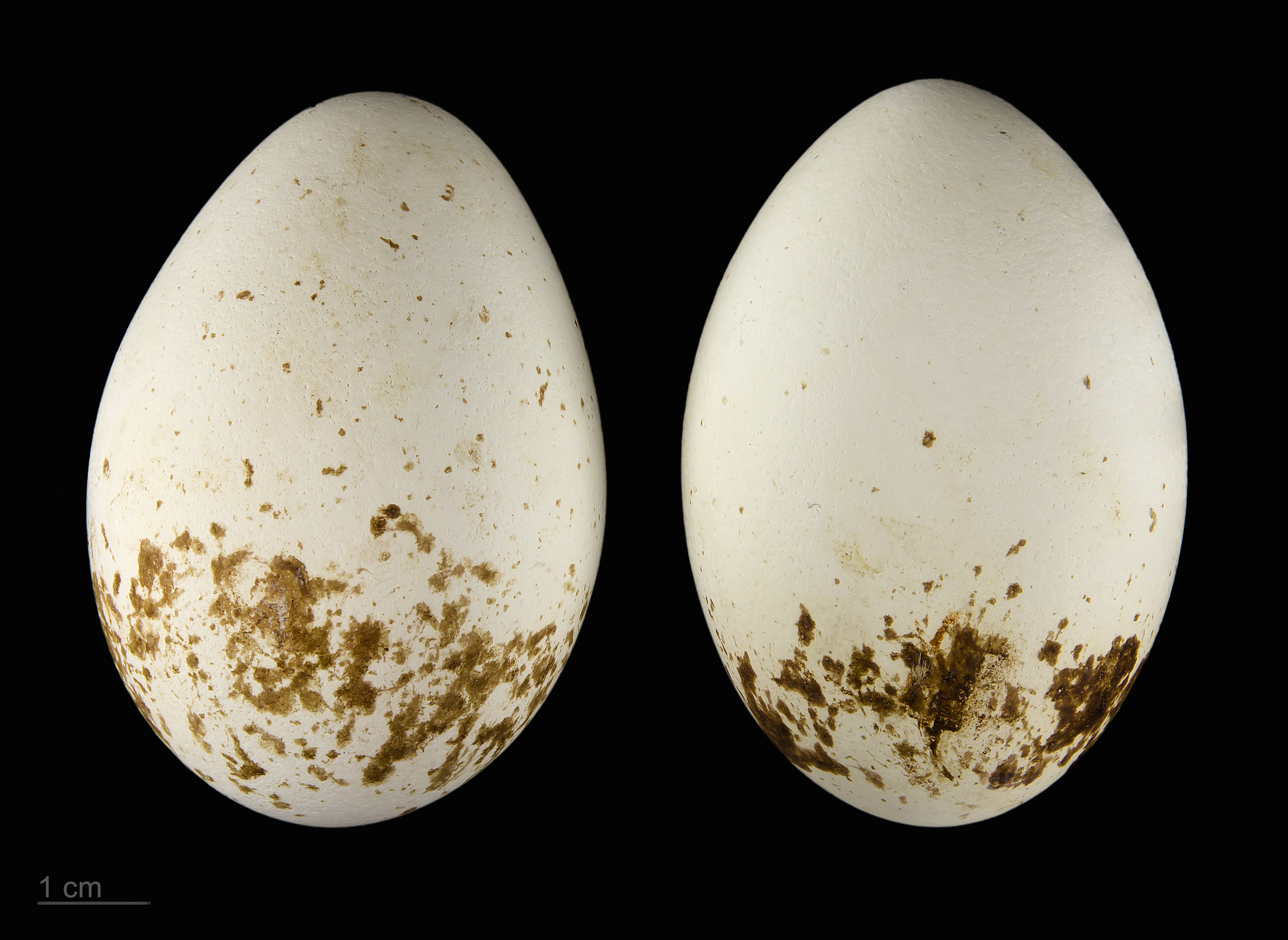
яйцо Platalea alba - Тулузский музей

Белая колпица (лат. Platalea alba) — вид птиц из семейства ибисовых (Threskiornithidae).

## Описание
Белые колпицы достигают длины от 73 до 90 см и веса до 2 кг. Их основным ареалом является Африка к югу от Сахары, а также Мадагаскар, где они довольно часто встречаются.
Оперение белого цвета, лапы и лоб — красные. Как и её близкие сородичи из рода колпиц, белая колпица водит своим клювом в воде из стороны в сторону и нащупывает рыб и земноводных.